# 당시삼백수

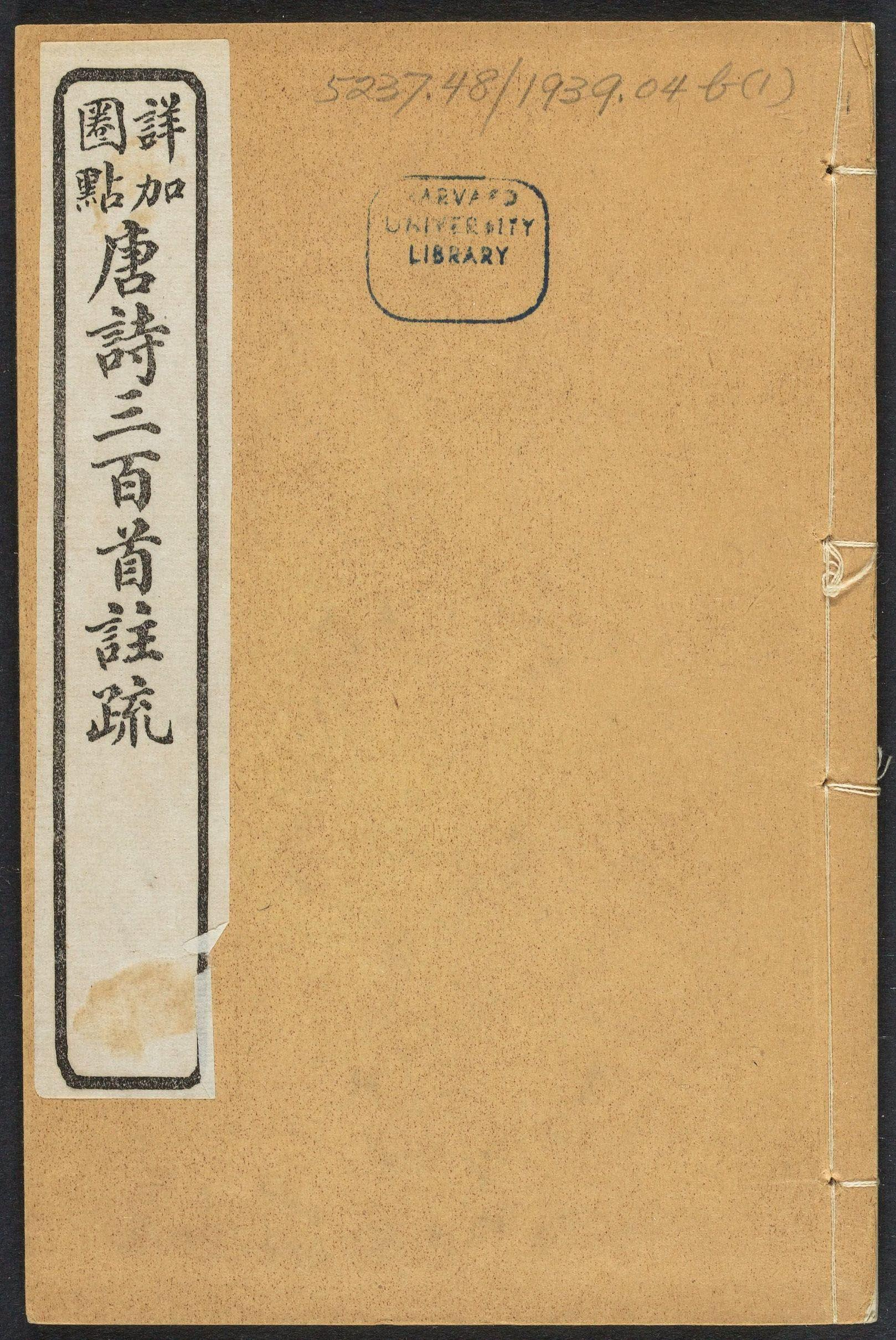

당시삼백수(唐詩三百首)는 1763년에 청나라의 이석찬(李錫瓚)이 편집한 것이다. 총 8권으로 이루어져 있다. 중국에서는 <당시삼백수>를 초학(初學)의 교본으로 한다.

## 시인
당시삼백수를 쓴 시인들은 그 수가 많으며 잘 알려진 시인에서부터 익명의 시인에 이르기까지 다양하다.
- 백거이(白居易)
- 잠참(岑參)
- 상건(常建)
- 진도(陳陶)
- 진자앙(陳子昂)
- 최호(崔顥)
- 최호(崔護)
- 최서(崔曙)
- 최도(崔塗)
- 대숙륜(戴叔倫)
- 두보(杜甫)
- 두목(杜牧)
- 두추낭(杜秋娘)
- 두심언(杜審言)
- 두순학(杜荀鶴)
- 고변(高駢)
- 고적(高適)
- 고황(顧況)
- 한굉(韓翃)
- 한악(韓偓)
- 한유(韓愈)
- 하지장(賀知章)
- 황보염(皇甫冉)
- 가도(賈島)
- 교연(皎然)
- 김창서(金昌緒)
- 리백(李白)
- 리단(李端)
- 리하(李賀)
- 리빈(李頻)
- 리기(李頎)
- 리상은(李商隱)
- 리신(李紳)
- 리야(李冶)
- 리익(李益)
- 류장경(劉長卿)
- 류방평(劉方平)
- 류척허(劉脊虛)
- 류우석(劉禹錫)
- 류중용(柳中庸)
- 류종원(柳宗元)
- 로륜(盧綸)
- 락빈왕(駱賓王)
- 마대(馬戴)
- 맹호연(孟浩然)
- 맹교(孟郊)
- 섭이중(聶夷中)
- 배적(裴迪)
- 전기(錢起)
- 진도옥(秦韜玉)
- 구위(邱為)
- 기무잠(綦毋潛)
- 권덕여(權德輿)
- 융욱(戎昱)
- 침전기(沈佺期)
- 시견오(施肩吾)
- 사공서(司空曙)
- 송지문(宋之問)
- 당현종(唐玄宗)
- 왕발(王勃)
- 왕창령(王昌齡)
- 왕한(王翰)
- 왕건(王建)
- 왕만(王灣)
- 왕유(王維)
- 왕지환(王之渙)
- 위응물(韋應物)
- 위장(韋莊)
- 온정균(溫庭筠)
- 무명씨(無名氏)
- 서비인(西鄙人)
- 허혼(許渾)
- 설봉(薛逢)
- 원결(元結)
- 원진(元稹)
- 장호(張祜)
- 장계(張繼)
- 장적(張籍)
- 장구령(張九齡)
- 장필(張泌)
- 장교(張喬)
- 장욱(張旭)
- 장지화(張志和)
- 정전(鄭畋)
- 주경여(朱慶餘)
- 조영(祖詠)

## 같이 보기
- 당시
- 전당시